# 戈德弗里德·阿杜贝
戈德弗里德·阿杜贝（Godfried Aduobe，1975年9月29日—）是一位加纳足球运动员，场上位置为中场。
自2005年起为卡尔斯鲁厄队效力。之前曾为罗斯托克队效力。参加过45场德甲，有1个入球，92场德乙，有4个入球。此外还曾为加纳国家足球队出场3次。